# Хенри Стил Олкот
Хенри Стил Олкот (на английски: Henry Steel Olcott); е основател и първи президент на Теософското общество. Известен е също и като първия известен човек от Запада, който приема будизма.
Баща му е фермер и Олкот се увлича по агрономията. През 1858 – 1860 той работи като редактор по селскостопанските въпроси във вестник „Ню Йорк Трибюн“, издава една книга и очевидно е решен да посвети целия си живот на земеделските култури, когато избухва гражданската война и той постъпва в армията. През 1863 – 1866 г., вече полковник, е специален пълномощник на Военноморския департамент. Възлагат му да проучи военните доставки и да разкрие злоупотребите, за които съществуват известни сигнали. Той успява твърде умело да изпълни мисията си и бива награден с високи отличия. Тази дейност по време на войната изглежда оказва влияние върху по-нататъшните му интереси, защото в следвоенния период отваря адвокатска кантора, осигуряваща му добри доходи.
Следвоенният период в Америка се характеризира с масово увлечение по спиритуализма и най-вече по спиритизма. Медиумите и мошениците намират широко поле за дейност. Навсякъде се устройват сеанси, призовават се духове на умрели сродници или на прочути исторически личности, а вестниците са пълни с информации за свръхестествените феномени.
В началото на 1875 г. представители на спиритуалистите канят Олкот да разследва обвиненията в измама, отправени към медиумите Холмс. Полковникът се справя отново блестящо със задачата си и няколко сръчни хитреци попадат в капана му, но педантичното наблюдение на множество сеанси постепенно го води до извода, че наред с триковете и инсценировките, предназначени да смайват глупците, в известни случаи са и медиуми, които действително стават проводници на същества или сили от един невидим паралелен свят.
Спиритизмът дава повод за срещата на полковника с Елена Блаватска. През 1875 г. Олкот, Блаватска и още няколко души основават Теософското общество. През 1878 г. двамата с Блаватска отпътуват от Ню Йорк за Индия, където преместват и седалището на Теософското общество.